# Тёнисфорст
Тёнисфорст (нем. Tönisvorst) — город в Германии, в земле Северный Рейн-Вестфалия.
Подчинён административному округу Дюссельдорф. Входит в состав района Фирзен. Население составляет 29 699 человек (на 31 декабря 2010 года). Занимает площадь 44,33 км². Официальный код — 05 1 66 028.
Город подразделяется на 2 городских района.